# Брезовец при Рогатцу
Брезовец при Рогатцу (словен. Brezovec pri Rogatcu) је насељено место у општини Рогатец, Савињска регија, Словенија.

## Историја
До територијалне реорганизације у Словенији био је у саставу старе општине Шмарје при Јелшах.

## Становништво
У попису становништва из 2011. године, Брезовец при Рогатцу је имао 52 становника.
| Број становника према пописима | Број становника према пописима | Број становника према пописима |
| ------------------------------ | ------------------------------ | ------------------------------ |
| 1991                           | 2002                           | 2011                           |
| 98                             | 58                             | 52                             |

Напомена: До 1953. исказивано под именом Брезовец. Године 1998. умањено за део насеља који је припојен насељу Рогатец.